# Stanislav Lachman
Stanislav Lachman (16. října 1921 Kladno – 5. února 2011 Jablonec nad Nisou) byl český designér. Je autorem přes 1200 návrhů průmyslových výrobků, z nich tři čtvrtiny byly realizovány. Výrobky podle jeho návrhů získaly 8 zlatých medailí na Mezinárodních veletrzích v Brně, zlatou medaili v Kolíně nad Rýnem (1973).

## Život
Se studiem začal na gymnáziu v Poličce, pak pokračoval na stavební průmyslovce v Hradci Králové. Udělal sice zkoušky na UMPRUM, ale jako ročník 1921 byl totálně nasazen na otrocké práce v „rajchu“, nejprve na stavbě železniční trati v Gethin, poté v muniční továrně jako kreslič a konstruktér, kde zaměstnávali i slepé dělníky. Podle jeho slov „vymýšlel jsem pro ně různé pomůcky a uvědomil jsem si, jak důležitá je u pracovního nástroje ergonomie.“ V Německu byl nucen pracovat tři roky.

### Po roce 1945
V roce 1950 dokončil studia architektury na pražské Vysoké škole uměleckoprůmyslové (UMPRUM). Už v průběhu studia vymyslel první ze svých patentů, pákové ovládání vody. Poté pracoval ve Státním ústavu památkové péče, kde zaměřoval historické objekty v Levoči, Telči, Třeboni a Slavonicích. V roce 1952 nastoupil do Výzkumného ústavu Kovotechny, konstrukčního a vývojového ústavu pro všechny národní podniky, zabývající se výrobou spotřebního zboží. (Místo mu nabídla Božena Zrzavá, vnučka malíře Jana Zrzavého, která tam jako komunistka založila výtvarné oddělení.[zdroj⁠?!]) Zde byl vedoucím oddělení a spolu s dalšími třemi návrháři a třemi grafiky dávali vzniknout novým výrobkům včetně obalů, návodů k použití a pojmenování. Podle jeho návrhů vyráběli zejména ve firmě Elektro Praga Hlinsko, Novoborských strojírnách a různých výrobních družstvech, celkem asi v osmi desítkách podniků. V roce 1971 přešel do podniku Prago-Union, od roku 1982 byl hlavním designérem v UTRIN Praha.
Do své smrti žil v Jablonci nad Nisou se svou ženou Marií. Zemřel dne 5. února 2011 ve věku 89 let.

## Ocenění
V roce 2001 byla v Národním technickém muzeu v Praze realizována výstava jeho výrobků a roku 2007 za celoživotní dílo uveden Akademií designu České republiky do Síně slávy Czech Grand Design.

## Nejznámější realizované návrhy
Navrhl vysavače, mixéry, fény, žehličky, které po celou druhou polovinu 20. století patřily k výbavě naprosté většiny československých domácností. Z jeho ateliéru vyšlo přes dvanáct set návrhů, z nichž většina se vyráběla, což je naprosto ojedinělá bilance, jíž nedosáhl žádný jiný zdejší designér. Elektrospotřebiče nejen „oblékal“, ale promýšlel i jejich technická řešení; i to je důvod, proč většina jeho návrhů neskončila jen ve fázi modelu, ale šla do výroby.
- 1948 – první jeho patent, páková baterie ovládaná nohou
- 1954 – kuchyňský mixér
- 1956 – elektrický vysoušeč vlasů (fén) EM 521
- 1973 – žehlička ETA 211 s několika novátorskými patentovanými řešeními – kosodélníková žehlicí plocha, odkládání na bok

### Kuriózní zakázka
V roce 1949 dostal za úkol vyrobit železniční vagon pro Stalina. S velkými náklady byl vybaven promítáním, klimatizací, koupelnou, salónky. Během pozdější přestavby na širokorozchodnou trať v SSSR tam byl rozkraden, a proto nepoužit.